# Mount Francis
Mount Francis – góra położona na Wyspie Kościuszki na Alasce (Stany Zjednoczone). Jest najwyższym szczytem na wyspie. Jej wysokość bezwzględna wynosi 819 m n.p.m.